# Gran missa en do menor (Mozart)
La Gran missa núm. 17 en do menor, K. 427 (417a), és una missa composta per Wolfgang Amadeus Mozart entre 1782 i 1783, i estrenada a Salzburg el 26 d'octubre d'aquell mateix any. Rep aquest nom perquè adopta les característiques de la missa solemnis o napolitana que, influenciada per l'òpera, separa les parts de la missa ordinària en números diferents i hi introdueix àries virtuosístiques. Tot i que Mozart no finalitzà l’orquestració d'alguns passatges del Credo i no hi inclogué cap Agnus Dei, és considerada com una de les seves obres sacres més importants.

## Història
L'estrena va tenir lloc al monestir de Sant Pere de l'orde de Sant Benet i no a la catedral de Salzburg, a causa de la mala relació que Mozart tenia amb el príncep-arquebisbe de Salzburg Colloredo, per a qui havia treballat, i amb el qual havia trencat el 1781, fart de l'actitud despòtica amb què el tractava. Tanmateix, Mozart no havia aconseguit que l'arquebisbe li firmés la carta de dimissió, cosa que el convertia en vassall fugit, condició perillosa a l'Europa de l'Antic règim (en algunes de les cartes al seu pare, el compositor manifesta el seu temor de ser arrestat per l'arquebisbe). En aquest context era impensable fer interpretar la seva obra a la catedral, ja que o bé no li ho permetrien o bé fóra interpretat com una provocació. Atès que el monestir benedictí de Sant Pere era una institució que no estava sota la jurisdicció del príncep i que el pare de Mozart, Leopold Mozart, hi mantenia excel·lents relacions, es tractava del lloc idoni per fer-hi l'estrena.
Mozart va compondre la missa per iniciativa pròpia (fou la primera que componia sense que fos un encàrrec) com a vot pel seu recent matrimoni amb Constanze Weber (que va cantar com a soprano solista a l'estrena). Se'n pot destacar la influència dels antics mestres del nord d'Alemanya com Johann Sebastian Bach i Georg Friedrich Händel. És considerada com una de les obres més importants de la música sacra occidental, junt amb el seu Rèquiem, que va compondre set anys més tard.
La Gran Missa en do menor està inacabada. La instrumentació d'alguns passatges manca, concretament en el Credo in unum Deum i en l'Et incarnatus est. D'altra banda, l’Hossana del Sanctus apareix en la partitura com a fuga a quatre veus i orquestra, però l'escriptura instrumental revela que hi falta un segon cor a quatre veus. A més, el Credo és incomplet (només està compost fins a l'et incarnatus est de Spiritu Sancto/exMaria Virgine: et homo factus est). Així mateix, falta per complet l'Agnus Dei.
Avui es tendeix a creure que Mozart va arribar a Salzburg amb l'obra en aquest estat, i que per poder estrenar-la va omplir els buits amb fragments d'algunes de les seves misses anteriors. Pot ser que Mozart hagués recorregut a algun Agnus Dei compost per ell anteriorment, però tampoc no pot descartar-se la hipòtesi que Mozart acabés realment aquesta missa durant la seva estada a Salzburg abans del dia de l'estrena i que, després, aquesta nova partitura amb les parts que faltaven es perdés.
Mozart demostra en aquesta pàgina que el seu «distanciament» del fervor religiós no era la causa que les seves anteriors misses (inclosa la de la Coronació) fossin molt inferiors, en tots els sentits, a aquesta, sinó l'asfixiant situació a la qual l'arquebisbe va portar un autor aplaudit a tot Europa, i les mires es dirigien en aquells dies als escenaris teatrals molt més que als altars.

## Particularitats interpretatives
Quant a la interpretació, en l'actualitat el mestre que la dirigeixi pot completar la instrumentació que falta, tasca que un bon coneixedor del llenguatge de Mozart pot realitzar. Pel que fa a l'Agnus Dei, el director pot adoptar una solució a la qual ha donat suport la tradició clàssica: adaptar la música del Kyrie eleison amb les paraules de l'Agnus Dei, tancant així la missa amb la recapitulació de la primera peça (com també es va fer per a completar el seu Rèquiem); o bé simplement no interpretar l'Agnus Dei.

### Estructura
- Kyrie (andante moderato)
- Gloria
  - Gloria in Excelsis Deo (allegro vivace)
  - Laudamus te (allegro aperto)
  - Gratias agimus tibi (adagio)
  - Domine Deus (allegro moderato)
  - Qui tollis peccata mundi (largo)
  - Quoniam Tu solus Sanctus (allegro)
  - Jesu Christe
  - Cum Sancto Spiritu
- Credo
  - Credo in unum Deum (allegro maestoso)
  - Et incarnatus est (andante)
- Sanctus
  - Sanctus (largo)
  - Osanna
- Benedictus (allegro commodo)

## Característiques de l'obra
La peça dura uns 65 minuts i està pensada per a ser interpretada per:
- Una flauta.
- Dos oboès.
- Dos fagots.
- Dues trompetes.
- Dues trompes.
- Tres trombons.
- Timbales
- corda (primers i segons violins; viola; violoncel; contrabaix).
- Orgue.